# Alter Bahnhof (Lauterecken)
Der Alte Bahnhof von Lauterecken war ein Bahnhof, der von 1883 bis 1912 existierte. Als Endbahnhof der von Kaiserslautern kommenden Lautertalbahn errichtet, wurde er 1896 durch Verlängerung der Strecke nach Odernheim zum Durchgangsbahnhof. Mit der Eröffnung der durchgehenden Glantalbahn von Homburg nach Bad Münster im Jahr 1904 und der damit einhergehenden Errichtung des Bahnhofs Lauterecken-Grumbach wurde er zum Haltepunkt zurückgestuft und 1912 aufgelassen. Sein 1887 errichtetes Empfangsgebäude steht unter Denkmalschutz.

## Lage
Der Bahnhof befand sich am südlichen Stadtrand von Lauterecken am linken Ufer der Lauter. Er lag 166,9 Meter über Normalnull.

## Geschichte

### Eröffnung und erste Betriebsjahre

Gleisplan des ehemaligen Bahnhofs Lauterecken um 1900

Der Bahnhof entstand 1883 als Endbahnhof der damals 34,1 Kilometer langen Lautertalbahn am südwestlichen Stadtrand von Lauterecken. Dabei wurde bei der Standortwahl darauf geachtet, dass ein Anschluss der Strecke an die bereits damals diskutierte Glantalbahn möglichst einfach realisierbar wäre. Bereits am 17. September selben Jahres gab es eine Probefahrt auf der ganzen Strecke, die offizielle Streckeneröffnung fand am 15. November statt.
Er besaß zunächst 10.170 Meter Nebengleise, acht Weichen, eine kleine Drehscheibe, eine Wasserstation und einen kleinen, einständigen Lokschuppen. Genau wie die Bahnhöfe Kaiserslautern Westbahnhof, Lampertsmühle-Otterbach, Olsbrücken und Wolfstein war er als „Station“ eingestuft und verfügte er über Ausweichgleise und solche, die für den Güterverkehr benötigt wurden sowie unter anderem Verladerampen, Brückenwaagen und Ladeprofile. Im Bahnhof selbst waren zudem ein Portier sowie ein Weichenwärter angestellt.

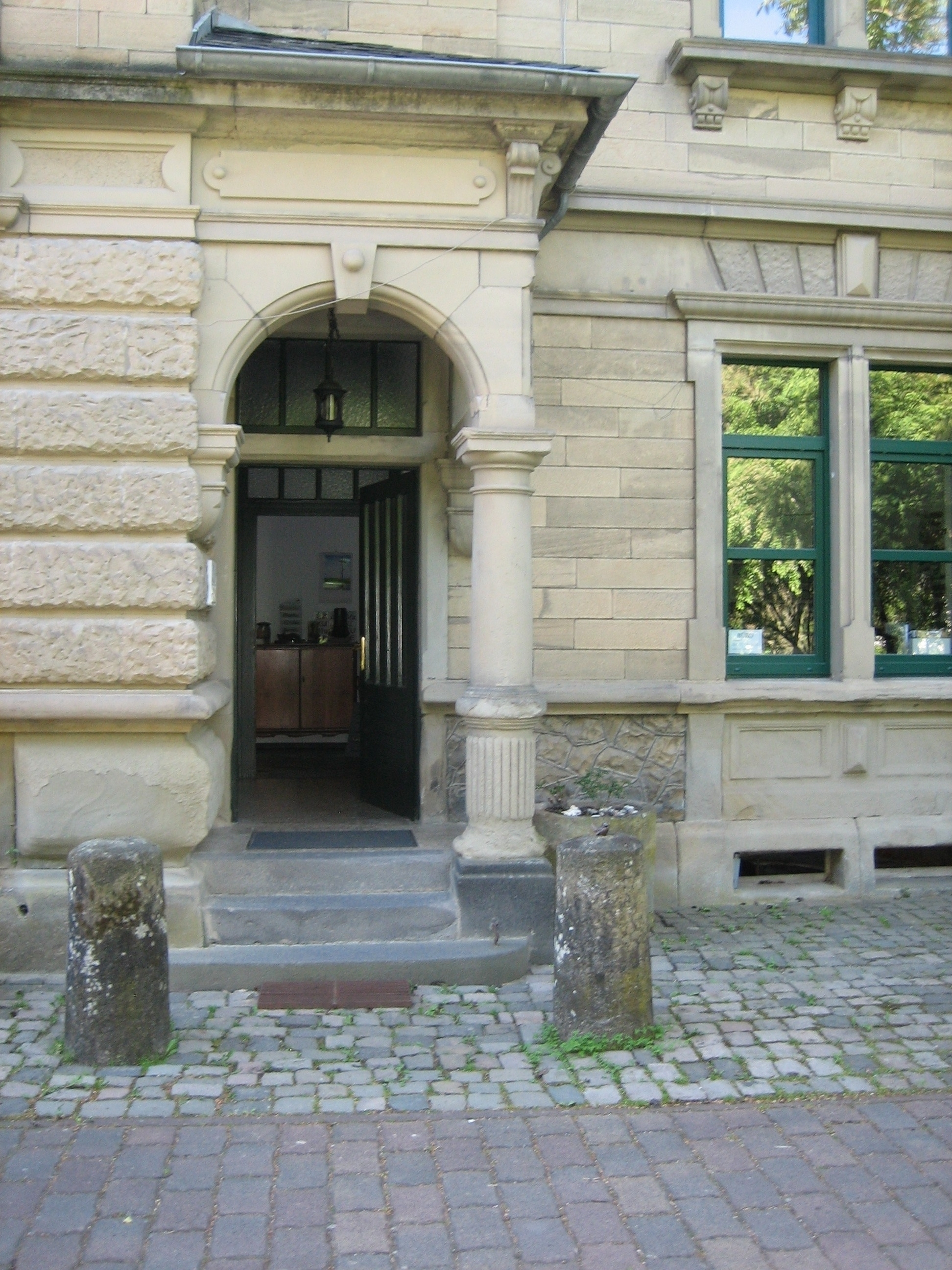
Eingang des früheren Bahnhof

1887 wich das provisorisch aus Backstein errichtete Bahnhofsgebäude einem neuen Bau. Bereits 1889 gab es ein Gesuch, das auf eine Bahnlinie von Lauterecken nach Staudernheim abzielte. Aus strategischen Gründen wurde vor allem eine Strecke von Homburg bis nach Bad Münster entlang des Glans ins Auge gefasst. Neben dem Teilstück Glan-Münchweiler–Altenglan der Bahnstrecke Landstuhl–Kusel sollte Lauterecken mit einbezogen werden. Als erster Teil der künftig als Glantalbahn bezeichneten Strecke wurde das Stück Lauterecken–Odernheim Ende Oktober 1896 als unmittelbare Fortführung der Lautertalbahn errichtet, wodurch die Bahnstation zum Durchgangsbahnhof wurde. Damit einher ging eine Erweiterung mehrerer Weichen und Gleise am nördlichen Bahnhofsteil. Zugleich wurde im Norden der Stadt der Haltepunkt Lauterecken errichtet, um den Einwohnern des nördlichen Stadtgebiets und der im mittleren Glantal gelegenen Gemeinden den Zugang zur Bahn erleichtern. Am 1. Juli 1897 erfolgte die Durchbindung nach Staudernheim.

### Bedeutungsverlust und Aufgabe des Bahnhofs
Bei der Planung der restlichen Glantalbahn stellte sich heraus, dass der Bahnhof Lauterecken in Bezug auf eine Verknüpfung mit dieser sich in einer ungünstigen Lage befand. Aus diesem Grund wurde am nordwestlichen Stadtrand unweit des bisherigen Haltepunkt Lauterecken der neue Bahnhof Lauterecken-Grumbach errichtet, der mit der Eröffnung der Glantalbahn zwischen Homburg und Bad Münster am 1. Mai 1904 seinen Betrieb aufnahm. Ersterer wurde unmittelbar danach aufgelassen. Der bisherige Bahnhof Lauterecken wurde daraufhin zum Haltepunkt zurückgebaut und in „Lauterecken-Haltestelle“ umbenannt. 1912 wurde er mangels Rentabilität aufgegeben. In der Folgezeit fungierte er als Gleisanschluss der Lautereckener Bahnmeisterei. Letztere wurde 1977 aufgelöst.

## Bauwerke

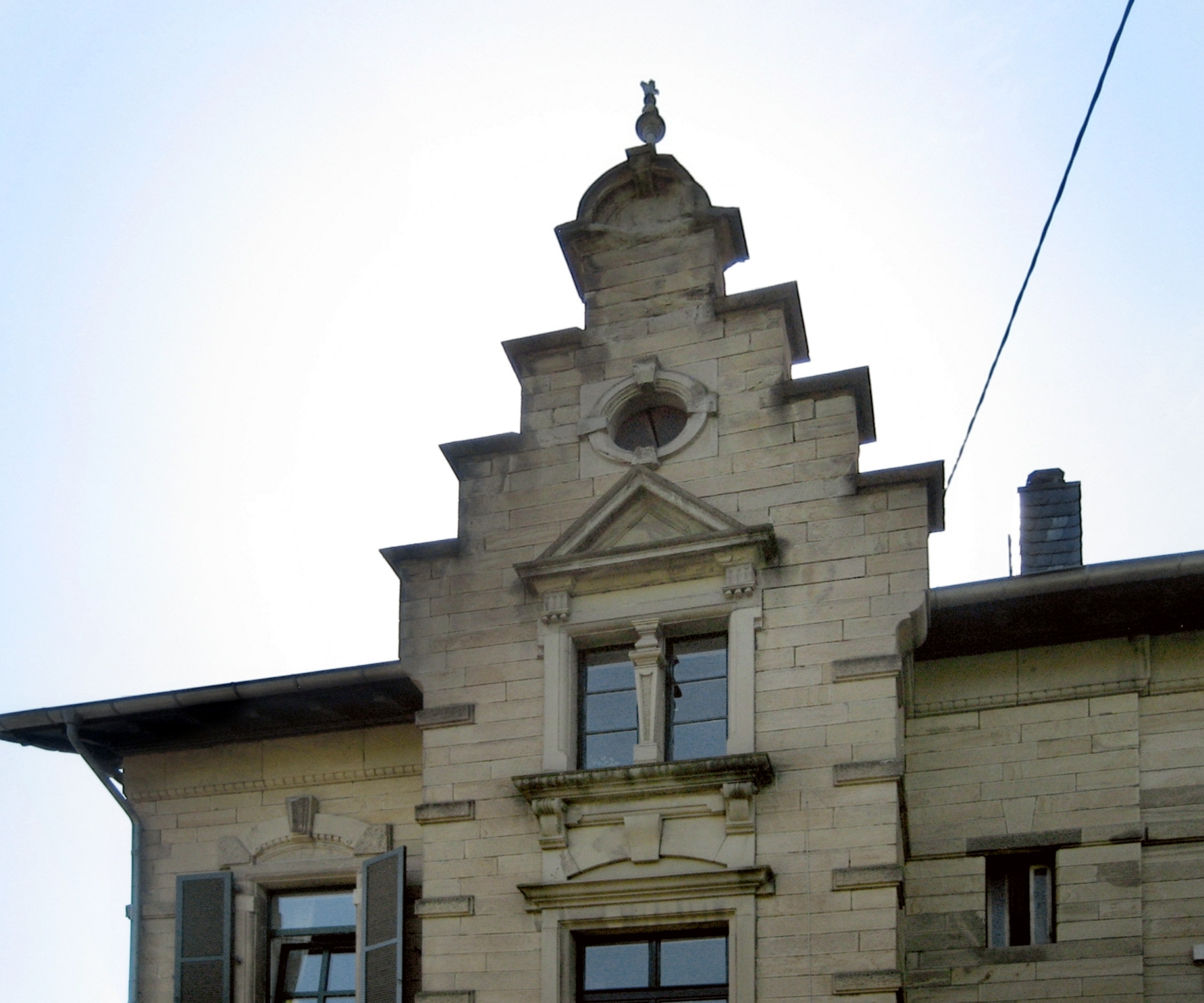
Dach des Empfangsgebäudes

Beim früheren Empfangsgebäude handelt es sich um einen hausteingegliederten Sandsteinquaderbau. Er ähnelt stilistisch den Empfangsgebäuden in Odenbach, Meisenheim und Odernheim an der Glantalbahn und verfügt über zweieinhalb Stockwerke. Inzwischen beherbergt es eine Bildhauerei für Grabmale. Ebenfalls noch vorhanden ist der Güterschuppen aus dem Jahr 1890. Beide Bauten stehen zusammen unter Denkmalschutz und besitzen die Anschrift Rheingrafenstraße 10.

## Verkehr

### Personenverkehr
Unmittelbar nach Eröffnung der Bahnstrecke verkehrten zwischen Kaiserslautern und Lauterecken insgesamt drei Zugpaare, die als gemischte Züge verkehrten. Für sie wurde lediglich eine Garnitur benötigt; es gab unterwegs entsprechend keine Zugbegegnungen.
Im Zuge der Verlängerung der Strecke nach Odernheim verkehrten fünf Züge aus und vier nach Kaiserslautern; hinzu kam ein Paar, das ausschließlich zwischen Odernheim und Lauterecken fuhr. Nachdem im Zuge der Eröffnung der Glantalbahn auf ihrer vollen Länge im Jahr 1904 der Bahnhof Lauterecken-Grumbach in Betrieb genommen worden war, verlor der nun zum Haltepunkt zurückgebaute frühere Bahnhof an Bedeutung. Bereits während des Folgejahres 1905 wurden nur noch 1419 Fahrkarten verkauft, entlang der Lautertalbahn hatten lediglich die Halte Roßbach, Oberweiler und Sambach ein noch geringeres Aufkommen im Personenverkehr. Aus diesem Grund wurde er zusammen mit einigen weiteren unrentablen Unterwegshalten der Strecke im Jahr 1912 aufgelassen.

### Güterverkehr
Nach der Eröffnung der Bahnstrecke entwickelte sich der Bahnhof zunächst zum Umschlagplatz für Kohle. Viele örtliche Kohlehändler und solche aus dem unteren Glantal eröffneten an der Station ein Kohlelager beziehungsweise boten Fuhrdienste zu diesem an. Mit Betriebsaufnahme des Bahnhofs Lauterecken-Grumbach wurde auch der Güterverkehr dorthin verlagert.